# Oscar Hold
Oscar Hold (Carlton, 19 ottobre 1918 – 11 ottobre 2005) è stato un calciatore e allenatore di calcio inglese, di ruolo attaccante.

## Carriera
Centravanti, gioca in patria con le maglie di Norwich City, Notts County, Everton e QPR. Negli anni sessanta intraprende la carriera di manager, passando dalla quarta divisione inglese (Doncaster Rovers) alla massima serie turca: è chiamato a sedersi sulla panchina dei campioni di Turchia in carica del Fenerbahçe. Divenuto il primo tecnico inglese nella storia del club di Istanbul, Hold sfigura in Coppa Campioni uscendo subito con gli olandesi del DWS (1-4), tuttavia bissa il campionato vinto l'anno prima imponendosi su Beşiktaş e Galatasaray. Raggiunge la finale di Coppa di Turchia, persa contro i Leoni nella doppia sfida. Esonerato nell'ottobre 1965, allena per un paio d'anni il Demirspor di Ankara prima di trasferirsi in Arabia Saudita.
Guida l'Al Ahli di Gedda, vincendo la Coppa dei Re nel 1969. Successivamente accetta incarichi a Cipro e nuovamente in Turchia.

## Palmarès

### Giocatore

#### Competizioni nazionali
- Third Division North: 1

Barnsley: 1938-1939

### Allenatore

#### Competizioni nazionali
- Campionato turco: 1

Fenerbahçe: 1964-1965
- Coppa del Re dei Campioni: 1

Al Ahli: 1969